# Hà Lê
Lê Vĩnh Hà, thường được biết đến với nghệ danh Hà Lê (sinh ngày 26 tháng 9 năm 1984), là một nam ca sĩ, nhạc sĩ, rapper, vũ công, biên đạo múa kiêm nhà sản xuất thu âm người Việt Nam.

## Tiểu sử và sự nghiệp
Hà Lê sinh ngày 26 tháng 9 năm 1984 trong một gia đình không có truyền thống nghệ thuật. Anh từng chia sẻ mình bị dị tật bẩm sinh bên tai trái gây ảnh hưởng tới thính lực. 
Anh từng theo học tại Trường Trung học phổ thông chuyên Hà Nội – Amsterdam và tốt nghiệp Đại học Nottingham Trent tại Anh, chuyên ngành Toán kinh tế. Trong thời gian du học, Hà Lê tiếp xúc với văn hóa hip-hop và bắt đầu niềm đam mê với âm nhạc và vũ đạo. Anh trở về Việt Nam vào năm 2008 và nhanh chóng trở thành một vũ công và biên đạo múa nổi tiếng, tham gia tổ chức và làm giám khảo cho nhiều cuộc thi nhảy như Thử thách cùng bước nhảy và RingMasterz.
Năm 2015, anh cùng Phúc Bồ thành lập nhóm nhạc PB Nation, kết hợp giữa rap, hip-hop và R&B, tạo dấu ấn trong làng nhạc Việt. Tuy nhiên, đến năm 2019, Hà Lê quyết định theo đuổi sự nghiệp solo và ra mắt dự án Trịnh Contemporary, làm mới các ca khúc kinh điển của nhạc sĩ Trịnh Công Sơn. Dự án này nhận được sự khen ngợi từ giới chuyên môn và khán giả, đánh dấu bước ngoặt trong sự nghiệp ca hát của anh và tạo tiền đề để anh ra mắt album phòng thu đầu tiên mang tên Ở trọ năm 2020.
Năm 2024, Hà Lê ra mắt album thứ hai trong sự nghiệp âm nhạc mang tên Đơn sơ. Album mang màu sắc âm nhạc chủ đạo là ballad thể hiện sự trưởng thành và những trải nghiệm cá nhân trong cuộc sống. Anh cũng tham gia mùa đầu tiên của chương trình Anh trai vượt ngàn chông gai và để lại nhiều dấu ấn.

## Danh sách đĩa nhạc

### Album phòng thu
- Ở trọ (2020)
- Đơn sơ (2024)

## Giải thưởng và đề cử
| Năm  | Giải thưởng                     | Hạng mục       | Kết quả   |
| ---- | ------------------------------- | -------------- | --------- |
| 2020 | VTV Awards 2020 – Dấu ấn 50 năm | Ca sĩ Ấn tượng | Đoạt giải |

## Đời tư
Đầu năm 2023, Hà Lê kết hôn với biên đạo múa Gia Linh, sinh năm 1997. Họ quen biết nhau từ năm 2015 khi Gia Linh tham gia chương trình Thử thách cùng bước nhảy, nơi Hà Lê làm biên đạo và giám khảo.